# ФК Раднички Сомбор
ФК Раднички Сомбор  је фудбалски клуб из Сомбора. Клуб је званично регистрован 1912. године али је покренут годину дана раније 1911. године. Сомборски црвено-бели данас се такмиче у Подручној лиги Сомбор - петом нивоу српског фудбала. Навијачи Радничког из Сомбора називају се Војводе Сомбор.
Иако тренутно пролази кроз веома тежак период у свом дуготрајном фудбалском животу, ФК Раднички је и данас далеко најуспешнији живи фудбалски клуб у општини Сомбор. А да би га којим случајем неко "померио" са те позиције "најуспешнијег у општини Сомбор", мора проћи више од пола века! У фудбалском периоду од 1945.-2020. године (75 год.), чак 65 пута Раднички је био најуспешније пласирани фудбалски клуб општине Сомбор (шест пута други, четири пута трећи)!
На вечној табели Друге савезне фудбалске лиге Југославије 1947-1992, сомборски Раднички заузима 62 место са освојених 263 бодова из 284 одиграних утакмица (100 победа, 63 нерешена резултата и 121 пораз).

## Назив клуба кроз историју
- 1912 - Сомборско радничко теловежбачко удружење - Раднички
- 1921 - Војводина Сомборско Раденичко Шпорт Удружење
- 1926 - Сомборско радничко теловежбачко удружење - Раднички
- 1941 - ЗМТЕ Zombori Munkas testedzö egyesület
- 1945 - ФД Раднички Сомбор
- 1946 - ФД Полет Сомбор
- 1951 - ФК Раднички Сомбор

## Историја

### 1911. - 1941.
Фудбалска историја сомборског Радничког започела је 1911. године када се ни након 25 година постојања Сомборског Спортског Удружења (ССУ) његова правила нису мењала, нарочито у оном делу који говори о пријему нових чланова. То је била гаранција да ће се у ССУ спортом моћи бавити углавном они из имућних породица. Жељни спорта, а незадовољни што су им врата ССУ затворена, млади радници, занатлије и калфе почели су у лето 1911. године са окупљањем, а годину дана касније, 26. маја 1912. и званично је основано Сомборско радничко теловежбачко удружење, краће звано Раднички. Основали су га: Штремпл Шаму, каменорезац, Јосип Бошњак, штампарски радник, Михајло Шнајдер, кројачки помоћник, Карло Видаковић, берберски радник, Михајло Шнајдер, тапетар, Јулије Милер, столарски радник, Михаљ Гаљац, бравар, Јођеф Секељ, столарски радник, Нандор Хеленбергер, четкарски радник, Ђорђе Коњовић и други.
Према забележеним сећањима Нандора Хеленбергера, једног од првих чланова овог удружења, Министарство за унутрашње послове одобрило је правила и рад удружења 27. или 28. децембра 1912. године. Тако да је те године почео легални и званично одобрен рад Сомборског Радничког Теловежбачког Удружења (A Zombori munkas testedzö egyesület - ZMTE).
На иницијативу фудбалера који су се током 1917, 1918. и 1919. године окупљали на тркалишту код Калварије и под именом Радничког играли фудбал са повременим "дивљим" фудбалским екипама приступило се у лето 1920. године обнови рада Радничког Спортског Удружења. Окупили су се не само љубитељи фудбала, него и атлетике, куглања и рвања. Прво је формирана фудбалска екипа "Радничког", затим атлетичари, рвачи, куглаши, ... Крајем 1920. године, после дугих припрема и напора конституисала се и управа "Сомборског Радничког Спортског Удружења". Донесена су и нова основна правила која су 15. јануара 1921. године потписали адвокат др Павле Блажевац и Карло Цвиршић, председник Удружења и послали Министарству унутрашњих послова Краљевине СХС на увид и одобрење. После два месеца Министарство је под бр. 3043, од 14. марта 1921. године одобрило Правила и рад друштва. Под овим Правилима друштво је добило нов "наслов", који је у целости гласи: "Војводина Сомборско Раденичко Шпорт Удружење". У Правилима стоји да је боја удружења црвено-бела. Члан 2 Правила каже: "Циљ удружења је ширење и развијање свих друштвених спортова".
Прво фудбалско првенство после Првог светског рата, такмичење Суботичког ногометног подсавеза (тадашњег фудбалског седишта Бачке и Баната) у сезони 1920/21. протекло је и са фудбалерима Војводине. Сомборци су наступали у II/B разреду заједно са Врбашким СЦ, Бајмочким АЦ, Сомборским ТК те милетићким Соколом. Последњу такмичарску сезону Војводина из Сомбора одиграла је у сезони 1922/23. када је у конкуренцији шест клубова заузела пето место на табели, са освојеним једним бодом. Пауза у такмичарском наступању клуба, не и његовом раду, уследила је наредних седам година. Поново враћање клуба у такмичарски "погон" уследиће у сезони 1930/31. II/C разреда - Дунавске групе али под новим/старим именом Раднички. Све до 1940. године, фудбалери сомборског Радничког, такмичили су се у другом разреду Суботичког ногометног подсавеза (СНП), да би заједно са осталим фудбалским клубовима из Сомбора и околине, напустили СНП и у лето 1940. године приступили новооформираној Сомборској жупи. У оквиру новонастале "Сомборске жупе" клуб је у конкуренцији још два клуба моношторског "Дунава" и гаковачке "Електре" (СК Крњајски (Крњаја) и Риђички СК (Риђица) су одустали на почетку првенства) одиграо две утакмице у јесењој сезони (пораз од Дунава 0:3, победа против Електре 3:0). Због почетка Другог светског рата, пролећни део није ни игран.

### 1941. - 1944.
И поред тешких ратних услова за време окупације Раднички је наставио са спортским радом, као и остала спортска друштва у Сомбору али под новим, мађаризованим, именом ЗМТЕ (Zombori Munkas testedzö egyesület) или популарно Мункаш (мађ. Радник). До тада комплетна црвена опрема им је забрањена од стране окупационих власти па су носили црвене дресеве, беле шорцеве и зелене штуцне. Тренирали су на пољани код циглане на Апатинском путу или на старом игралишту Славије које су узели у закуп. За разлику од предратног периода када је у фудбалском тиму Радничког играла претежно радничка омладина, и то највише мађарске националности, за време окупације фудбалски тим ЗМТЕ био је састављен претежно од Срба, махом средњошколаца и понеког студента, који су због своје националне припадности, необезбеђене егзистенције и незнања мађарског језика морали прекинути школовање.
У првој окупационој лиги поред ЗМТЕа наступали су још: сомборски МАВ (данашњи ЖАК), Бајмочки АК, Мункаш ТЕ (Баја), Милетићко Спортско Друштво (Светозар Милетић) и СУ Апатин.
Почетком 1944. године дошло је до реорганизације такмичења па је Мункаш играо са клубовима из Баје, Кишкереша, Хоргоша, Калоче, Келебије, Бајмока, Шолтвадкерта и још неких места, но такмичење је прекинуто услед ратних прилика.
Екипу су у ратном периоду тренирали Тони Сабо, Бранко Одобашић, а најдуже Ивица Цар.

### 1945. - 2018.
У тек ослобођеном Сомбору носилац целокупног спортског живота било је Сомборско Радничко Спортско Удружење. Око њега су се почетком 1945. године, почели окупљати бројни спортски ентузијасти: фудбалери, куглаши, атлетичари, рвачи, пливачи, ватерполисти, тенисери и риболовци, као спортски политички активисти. Остала предратна спортска удружења нису обнављала свој рад.
Тог пролећа дошло је до првих јавних фудбалских утакмица у Сомбору. Једна незаборавна утакмица била је сусрет између београдског Радничког и сомборског Радничког. Било је то тачно два дана пре но што је стигла вест о победи над фашизмом, 7. маја 1945. године. Победио је домаћи тим са 4:1 (3:1).
Током лета и јесени 1945. године почеле су прве квалификационе фудбалске утакмице за улазак у новооформирану Војвођанску фудбалску лигу. Екипе које су се у локалним такмичењима постигле најбољи успех стекле су право да учествују у Војвођанској фудбалској лиги. Из Сомборског округа у Војвођанску лигу ушао је сомборски "Раднички". Старт Радничког у првој години такмичења у Првој војвођанској лиги био је скроман, Играло се по дуплом бод систему. Од десет утакмица "Раднички" је добио само три, а седам изгубио.
У лето 1946. године дошло је до реорганизације сомборског "Радничког". Такмичење за квалификације за улазак у Војвођанску лигу показало је да би ваљало да "Раднички" има јачу екипу која би могла успешно представљати сомборски фудбал у оштрој конкуренцији војвођанских клубова. Стога је у лето 1946. године извршена фузија сомборског "Радничког" и сомборског "Железничара". Клуб је добио ново име: Фискултурно Друштво Полет.
У току лета 1951. године дошло је до нове реорганизације сомборског ФД "Полет". Из друштва се издвојио ЖАК, који ће 1951. године наставити фудбалско такмичење у нижем рангу. На скупштини ФД "Полета" донесена је одлука да се назив ФД "Полет" замени старим називом ФК "Раднички". Из ФК "Радничког" издвојиле су се и неке друге секције и створиле за себе клубове. Тако су рвачи основали свој самостални клуб под именом Рвачки клуб "Раднички". Издвојили су се и дизачи тегова и формирали свој Клуб дизача тегова "Раднички". Но име "Полет" задржали су пливачи и ватерполисти као самостални клуб, затим куглаши, такође као самосталан Куглашки клуб "Полет". Атлетичари су се издвојили још 1949. године. Тако да је "Раднички" остао чисто фудбалски клуб. Са својим старим именом ФК "Раднички" је 1951. године наставио да се такмичи у Војвођанској фудбалској лиги у којој је, за све време свога постојања, наступала и  фудбалска екипа "Полета" (трећи ранг Југословенског фудбала).
Годину дана касније, 1952. године уследила је реорганизација југословенског фудбала па ће се фудбалери "Радничког" наћи у Сомборској зони коју ће са бодом предности (24) освојити испред безданског Спорта. Као првак своје зоне "Раднички" је морао да игра квалификационе утакмице са Сентом. у Оба сусрета "Раднички" је победио, у Сенти 2:1, а у Сомбору 4:0. Тако је "Раднички" постао члан Јединствене војвођанске лиге (трећи ранг).
У сезони 1952/53. "Раднички" из Сомбора завршио је на крају јаке Јединствене војвођанске лиге (ЈВЛ) на другом месту, три бода иза првопласираног Динама из Панчева (33). Наредне такмичарске сезоне сомборски "црвено-бели" су такође крај првенства дочекали на другом месту, овога пута пет бодова мање од првопласиране Бачке (33). На крају треће сезоне у ЈВЛ фудбалери из Сомбора забележили су најлошији резултат, пласиравши се на шесто место (од 12 клубова) са освојених 25 бодова. Међутим, то ће бити довољно да се клуб пласира у новоформирану Другу лигу - III ранг (Други ранг Југословенског фудбала игран у три групе), јер је те године била реорганизација Југословенског фудбала па је првих шест екипа из Треће лиге стицало право да од наредног лета за бодове се бори у Другом рангу.
У дебитантској сезони сомборски Раднички заузима сигурно шесто место у конкуренцији четрнаест клубова. Наредне 1959/57. сезоне клуб је на крају првенства на четвртом месту, седам бодова иза првопласиране екипе из Борова (37), пет иза другопласираног зрењанинског Пролетера а бодом иза трећепласираног Пролетера из Осијека.
Сомборци су били веома успешни у сезони 1957/58. завршивши сезону на високом трећем месту Друге лиге - III ранг са освојених 35 бодова, исто као и другопласирани Пролетер из Осијека. Првак је те године била екипа зрењанинског Пролетера са освојених 40 бодова. Велики успех те такмичарске године фудбалери Радничког бележили су и у "најмасовнијем" такмичењу доспевши до осмине финала Купа Југославије, где су изгубили на пенале 3:4 (2:2, 0:2) од Хајдука из Сплита. Фудбалска јавност Сомбора и околине са нестрпљењем је очекивала тај дуел, и цело пре подне тог суморног магловитог и зимског дана пристизале су колоне навијача из околних места.
Годину дана касније у шеснаестини Куп такмичења Сомборци су елиминисали прволигашку екипу Вардара из Скопља 3:1, да би у наредном колу пред домаћим навијачима доживели пораз од званичног државног првака екипе ФК Црвена звезда 2:5 (2:1). Данима пред утакмицу једина тема међу бројним љубитељима спорта у Сомбору био је тај догађај који се с огромним интересовањем очекивао на Градском стадиону. По свему, било је јасно да ће Градски стадион у Сомбору бити претесан за све оне који буду желели да прате ову утакмицу. У екипи Црвене звезде наступало је тада пет државних репрезентативаца: Беара, Дурковић, Поповић, Шекуларац и Костић. Запажени резултати у Купу и ове такмичарске године пратили су и сјајни резултати у првенству. У још јачој конкуренцији Друге лиге (од 1958. године Друга лига играна је у 2 групе "Источна" и "Западна" са по 12 клубова. У "источној" групи налазили су се клубови Србије, Црне горе и Македоније, а у "западној" из Словеније, Хрватске и Босне и Херцеговине) Сомборци су опет заузели треће место са освојених 28 бодова. Испред њих били су суботички Спартак (29) и ОФК Београд (34).
Треће такмичарске године у Другој лиги (сезона 1959/60), сомборски Раднички је на крају на седмој позицији табеле, да би већ наредне "црвено-бели" из Сомбора завршили на трећем месту са 27 бодова. Испред њих су са два бода више другопласирана Будућност (из тадашњег Титограда) и првопласирани новосадски "канаринци" - РФК Нови Сад (32).
После испадања у осмини финала од стране сплитског Хајдука, четири године касније, Сомборци у шеснаестини финала избацују из Куп такмичења домаћу екипу Челика из Зенице (2:4). Као што се и очекивало Раднички је у осмини финала Купа дочекао поново Сплићане. Сомборцима се, тако, 14. фебруара 1962. године поново указала прилика да се у једној такмичарској борби гледају прволигаша Хајдука. Било је хладно са снежном вејавицом. Утакмица се овај пут завршила победом домаћина 1:0. У четвртфиналу Југословенског Куп-а, екипа Радничког је поражена од Црвене звезде 2:1.
Тадашњи успех у Куп такмичењу овај пут није пратио успех у првенству. После седам година играња у Другом рангу југословенског фудбала, фудбалери из "града зеленила" морали су се вратити у ранг ниже. Наиме, на крају првенства "Друге лиге - источна група" у сезони 1961/62. сомборски "Раднички" завршио је на једанаестој позицији са 19 бодова, исто толико бодова имали су и десетопласирана Приштина и деветопласирани Спартак из Суботице. Последњи на табели била је екипа Радничког из Крагујевца (18).
Одмах након што је испао у Српску лигу - северна група (Војводина и Београд) Раднички из Сомбора је захваљујући бољој гол разлици (84:37) у односу на оџачки Текстилац (65:40) освојио прво место у конкуренцији 16 клубова и експресно се вратио у Други ранг. Повратак у Другу лигу - источна група (сезона 1963/64) није био леп. На крају првенства фудбалери из Сомбора су на последњем месту са освојених 16 бодова у конкуренцији исто толико клубова. Након испдања у нижи ранг, фудбалери Радничког поново освајају трећи ранг Српску лигу - северна група (Војводина и Београд), овај пут убедљивије, и поново "ваде карту" за друголигашки караван. Овај пут повратак у друштво друголигаша био је успешнији. Сомборски Раднички се задржао четири године. У првој су заузели пето место са освојених 37 бодова, у другој високо треће место, такође са освојених 37 бодова. Трећа сезона (1967/68) завршена је на шестом месту (34 бода), док су се у четвртој сезони (1968/69) фудбалери из Сомбора нашли испод црте тј на последњем месту табеле (16 бодова). Треба истаћи да све године када се фудбалски клуб "Раднички" такмичио у Другу савезну лигу Југославије фудбалски стадион у Сомбору био је увек пун, док су се карте продавале неколико дана пре утакмице.
Лета 1969. године клуб испада у Војвођанску лигу (трећи ранг), у којој наступа наредне три сезоне. У сезони 1971/72. фудбалери сомборског "Радничког" први пролазе кроз циљ Војвођанске лиге и поново се враћају у Другу лигу Југословенског фудбала. Сомборци су у конкуренцији 18 клубова широм Војводине са 47 бодова запосели врх табеле, шест бодова мање пласирао се ФК "Врбас", док су треће место делили Словен (Рума) и Славија (Нови Сад) (40 бодова). У Другој лиги клуб се задржава само једну сезону (1972/73). На крају такмичења Сомборци су са 27 бодова на петнаестом месту али пошто је те године била реорганизација југословенског фудбала, па је те године од 18 клубова девет последњих ишло у ранг ниже, није било спаса за сомборске "црвено-беле". Испадањем у нижи ранг сомборски фудбалски клуб у међувремену улази у беспарицу.
Наредних пет сезона "Раднички" из Сомбора се такмичи у трећем рангу (Војвођанска лига), не бележећи запажене резултате. Углавном је првенства завршавао у средини табеле (најбоље пласирано било је два пута освојено девето место). Агонија је достигла свој врхунац када је у сезони 1977/78. клуб у конкуренцији 18 клубова завршио на 17. месту са освојених 19 бодова. Тринаест бодова мање од шеснаестопласираног Вршца.
Повратком у четврти ранг (Јединствену лигу Сомборског подсавеза) после много година одсуства клуб је све четири године провео у борби за прво место. У току зимског одмора (сезоне 1978/79.) "Раднички" је у Сомбору био спаринг-партнер олимпијској фудбалској репрезентацији СССР, после повратка совјетских репрезентативаца у Макарској. Сомборски "црвено-бели" били су достојни партнери гостима, али су ипак поражени са 1:3 (0:2). Сусрет је привукао огроман број љубитеља фудбала, чак и оних, који годинама не долазе на фудбалски стадион. У првој сезони (1978/79) ривали су били апатинска Младост и сомборски Раднички. Први кроз циљ, са бодом више (51) прошли су Апатинци и изборили пласман у квалификацијама за већи ранг, где су на крају поражени у двомечу од фудбалера новосадске Славије. У другој сезони четвртог ранга ривали су били исти, као и прошле године, али је такмичарска трка за прво место била још жешћа. Клубови су на крају првенства заједно имали по 49 бодова, али су Апатинци (гол разлика: 95:29) у међусобном одмеру снага били бољи од Сомбораца (78:19) и заслужено отишли на мегдан имењаку из Бачког Јарка.
Пласирањем апатинаца у већи ранг фудбалери сомборског Радничког нису имали достојног ривала у четвртом рангу па су у сезони 1980/81. убедљиво освојили прво место, девет бодова испред првог пратиоца "Граничара" из Риђице (38). Прво место и даље тих година у четвртом није доносило изравни пласман у трећи ранг, па су "прваци" осталих зонских лига играли додатне квалификације за попуну "Војвођанске лиге" (трећег ранга). У њима се Раднички из Сомбора сусрео против првака Јединствене лиге вршачког подсавеза, екипом ФК Вршац. Већ први меч баража у Сомбору решио је питање ко ће у већи ранг. Гости из Вршца су сигурном игром славили на Градском стадиону у Сомбору резултатом 2:4, да би недељу дана минималном победом (1:0) на свом терену "оверили" карту за Трећу лигу. Као и прошле сезоне тако и у сезони 1981/82. сомборски "црвено-бели" немају приближно квалитетног ривала у борби за прво место, па је и споменуте сезоне Раднички "побегао" са 53 бода овога пута другопласираном Текстилцу из Оџака (44). Ривал у квалификацијама овога пута био је далеко слабији ЛСК из Лаћарка кога су Сомборци укупно у двомечу савладали 9:1 и након четрири године паузе вратили се у трећи ранг фудбалског такмичења Југославије.
На крају повратничке сезоне Војвођанске лиге у сезони 1982/83. Раднички је на скромном 12. месту са освојених 32 бода, да би у наредне две године сезону завршавао на другој позицији, веома близу повратка у Другу лигу. У првој сезони ФК Црвенка је била успешнија за два бода (49) у односу на Раднички (47), да би следеће (1984/85.) некадашњи АИК из Бачке Тополе први прошао кроз циљ са 46 бодова, док су се Сомборци зауставили на боду мање (45). Након другог неуспелог повратничког пласмана у Други фудбалски ранг, осетно је примећен благи пад Сомбораца. Четврта сезоне (1985/86.) у Војвођанској лиги завршена је на петом (36 бодова), док је пета (1986/87.) на осмом месту. Сезона 1987/88. значила је реорганизацију Југословенског фудбала (формирана је Јединствена Друга лига са двадесет клубова на територији читаве Југославије) па су само четири првопласиране екипе из Војвођанске лиге стицале право наступања од следеће сезоне у новооформираном трећелигашком рангу Међурепубличкој лиги - север  (формираће се још три трећелигашка фудбалска ранга у СФРЈ. "Међуопштинску лигу - север" сачињавали су клубови из Војводине, Славоније, северно-источне БиХ, Београд, Шабац, Ваљево, Смедерево). У споменутој сезони реорганизације (1987/88.) Сомборци на крају завршавају на "трагичном" петом месту табеле са само једним бодом мање (47) од четвртопласираног Динама из Панчева, који заједно са трећепласираним Врбасом (49) и другопласираним АИК-ом (50 бодова) из Бачке Тополе стиче право даљег такмичења у јаком трећем рангу.
Новооформирана "Војвођанска лига" од сезоне 1988/89. постаје веома јаки четврти ранг Југословенског фудбала. У њој наступају и сомборски "црвено-бели". У првој сезони Раднички је завршио на 12. месту док је у другу "стао" на другом месту, три бода мање (42) од првопласираног Хајдука из Куле.
Након почетка ратних збивања силом прилике од лета 1991. године уследиће нова реорганизација фудбала на Југословенским просторима. Четири првопласирана тима у Војвођанској лиги (IV ранг, који је трајао само три сезоне) избориће пласман у новооформирану Трећу лигу - север. Динамо из Панчева као првопласирани са 48 бодова, Агроунија (41), Срем (38) и Раднички из Сомбора (34) остварили су пласман у виши ранг. Прве две године у трећем рангу Раднички је оба пута на крају на тринаестом месту, у трећој следи помак за једно место. У наредне две сезоне клуб се стабилизовао у четвртој години на "трећелигашком небу" (сезона 1994/95.) на седмој позицији, док је следеће (1995/96) на високом петом. Наредне две такмичарске сезоне клуб завршава на дванаестом односно тринаестом месту. док ће га у сезони 1998/99. агресија на Југославију од стране НАТО пакта "спасити" селидбе у нижи ранг. Након 19 одиграних кола Српске лиге Војводина, фудбалери Радничког из Сомбора били су на претпоследњем месту са 17 бодова, али је ратно стање у држави (почело 24. марта 1999. г.) прекинуло сва спортска дешавања у држави. Прекинуте сезоне нико није испао док је првопласираним клубовима дозвољен пласман у већи ранг. Лош резултат фудбалери Радничког поновили су и наредне сезоне (1999/00.) заузевши деветнаесто место на табели (од двадесетједног клуба) са освојених 34 бода, петнаест бодова мање од "луке спаса".
Наредне две године клуб наступа у четвртом рангу такмичења Војвођанска лига - север, да би се треће, након поновног реорганизовања југословенског фудбала, клуб нашао у петом рангу - Друга војвођанска лига - север. У првој сезони (2002/03) Раднички је на четвртом док је следеће сезоне (2003/04) на осмом месту што ће бити довољно да се врати у Војвођанску лигу - север.
Сезоне 2004/2005. године Раднички заузима 11. место на табели у Војвођанској лиги Север, у претпоследњем колу Сомборци су у Сенту отпутовали са само десет фудбалера и доживели пораз од домаће истоимене екипе резултатом 3:1. По завршетку сезоне на основу договора Николе Елеза, председника ФК Полет из Растине и управе сомборских "црвено-белих" о фузији два клуба, Раднички је постао члан Српске лиге - група Војводина.
У првој сезони трећелигашке конкуренције, 2005/06. освојено је одлично шесто место, док је наредне године једва сачуван статус (13. место), 2007/08. нешто боље 11. место да би коначно у сезони 2008/09. освајањем трећег места омогућено да се кроз бараж са екипом Раднички Стобекс из села Клупци код Лознице избори за место у Првој лиги Србије.
Проласком у баражу против имењака из Клупаца, Раднички је после више од 35 година поново стигао до нивоа друге савезне лиге - званично постао је члан Прве лиге Србије. Шеф стручног штаба постао је Золтан Сабо, некадашњи првотимац и познати интернационалац. Привикавање на нове противнике и суђење имало је своју цену. У сезони 2009/10. Раднички је заузео 11. место, да би коначно на крају првенства 2010/11. остварио један од најбољих пласмана у историји - седмо место. Од 34 утакмице, 13 су решили у своју корист, 10 пута играли нерешено и 11 утакмица изгубили. Тешко су давали али и тешко примали голове па је на крају гол разлика 30:29 . Освојено је рекордних 49 бодова и да у завршници првенства нису мало посустали, салдо би био још много бољи.
Фудбалери Радничког угостиће у Сомбору 18. октобра 2004. године у пријатељском мечу репрезентацију Србије и Црне горе до 19 година (1:3).
Године 2012. сомборски Раднички испада у Српску лигу Војводина три године касније 2015. године клуб се сели у Војвођанску лигу север а 2021. у Подручну лигу Сомбор.

## Стадион
Градски стадион у Сомбору свечано је отворен средином 1953. године у пријатељској утакмици Раднички је победио Полет из Сивца 3:0. Од фебруара 2021. године ФК "Раднички" Сомбор своје тренинге и првенствене домаћинске утакмице одиграва на фудбалском стадиону у Купусини.
Након двадесетседам месеци изгнанства са свог стадиона ФК Раднички се јануара 2023. године вратио на Градски стадион у Сомбору и почео неометано да тренира и одиграва своје утакмице.

## Раднички данас
У јуну 2018. године долази до лажирања скупштине ФК Станишић, који се преимењује у ФК "Раднички 1912" и премешта у Сомбор. Бесправним усељавањем некадашњег фудбалског клуба из Станишића на Градски стадион у Сомбор долази до проблема који ескалирају фебруара 2021. године, када одлуком директора Спортског Центра "Соко", Дарка Косановића, фудбалерима најстаријег фудбалског клуба у општини, забрањује улазак на Градски стадион, на коме фудбалери Радничког наступају од кад је овај фудбалски терен у Сомбору и изграђен. После паузе од неколико дана фудбалери су наставили тренирати у оближњој Купусини, док су првенствене фудбалске утакмице Војвођанске лиге "север" одигравали "као домаћини" у Бачком Брестовцу, Гајдобри, Оџацима, Купусини,  Чонопљи..
У међувремену (марта 2021) спроведена је акција "сакупљања потписа" директора СЦ "Соко". Наиме, сви спортски клубови у граду Сомбору (изузев Атлетског и Бициклистичког клуба) потписали су иницијативу против једног од најстаријих клубова на територији Србије, који годинама у назад није корисник новца из буџета града Сомбора и не угрожава их ни на један начин. Најновија акција није потекла од клубова, већ је испрограмирана и припремљена у редовима оних који желе насилно исељење Фудбалског клуба Раднички са Градског стадиона на коме се налази готово седамдесет година.

## Меморијал Милан Врцељ
У спомен преминулом бившем играчу "Радничког", Милану Врцељу, "Раднички" Сомбор од 1976. године организује "Меморијал Милан Врцељ" у малом фудбалу. На првом турниру учествовало је 215 екипа. Овај турнир постаће стална смотра фудбалера и фудбалских нада Сомбора и околине.

## Успеси
- Друга лига Југославије (13 сезона)
трећепласиран (4): 1957/58; 1958/59; 1960/61; 1966/67.
1955 - 1962.
1963 - 1964.
1965 - 1969.
1972 - 1973.
- Друга лига Србије (3 сезоне)
седмопласиран (1): 2010/11.
2009 - 2012.
- Српска лига Војводина (трећи ранг)
Освајач (2): 1962/63; 1964/65.
- Сомборска зона (трећи ранг)
Освајач (1): 1952.
- Војвођанска лига (трећи ранг)
Освајач (1): 1971/72.
Другопласирани (3): 1983/84; 1984/85; 2008/09.
- Војвођанска лига (четврти ранг)
Другопласирани (3): 1989/90; 1983/84; 1984/85.
- Подручна лига Сомбор (четврти ранг)
Освајач (2): 1980/81; 1981/82.
Другопласирани (2): 1978/79; 1979/80.
- Подручни Куп - Сомбор
Освајач (4): 1957, 1958, 1970, 1984.

- Подмладак:
- Првак Војводине
Освајач (1): 1971.
- Пионири:
- Првак Југославије
Освајач (1): 1998.

## Пријатељске међународне утакмице
- 17. фебруар 1957. Раднички (Сомбор) - Спартакус (Будимпешта) 1:2
- 6. март 1957. Раднички (Сомбор) - Халадаш 2:2
- 7. децембар 1959. Раднички (Сомбор) - Слован (Братислава) 2:6
- 5. март 1961. Раднички (Сомбор) - Румунија 0:2 (0:0)
- 21. август 1973. Раднички (Сомбор) - АЕЛ (Лариса) 4:3 (3:0)
- 1978. Раднички (Сомбор) - Олимпијска фудбалска репрезентација СССР 1:3 (0:2)
- 23. јун 1987. Раднички (Сомбор) - Студентска репрезентација Бразила 3:0 (1:0)
- 18. јул 1993. Раднички (Сомбор) - Победа (Прилеп) 0:1 (0:1)
- 15. јул 1995. Раднички (Сомбор) - ФК Вардар (Скопље) 0:2 (0:0)
- 22. јул 1995. Стадион Раба ЕТО: ФК Ђер - Раднички (Сомбор) 0:0 (0:0)
- 18. октобар 2004. Раднички (Сомбор) - Србија и Црна Гора U19 1:3
- 21. јун 2006. Раднички (Сомбор) - Мохач 4:1 (2:1)
- 10. фебруар 2011. Кечкемет - Раднички (Сомбор) 2:2 (1:2)

## Значајне утакмице
- 31. август 1952. (Куп) Раднички (Сомбор) - ФК Црвена звезда 1:3 (0:2)
- 2. фебруар 1958. (1/8 Куп) Раднички (Сомбор) - НК Хајдук Сплит пен. 3:4 (2:2, 1:2)
- 14. јун 1958. (пријатељска) Раднички (Сомбор) - ФК Партизан 0:3
- 7. децембар 1958. (1/16 Куп) Раднички (Сомбор) - ФК Вардар 3:1 (1:1)
- 14. децембар 1958. (1/8 Куп) Раднички (Сомбор) - ФК Црвена звезда 2:5 (2:1)
- 14. фебруар 1962. (1/8 Куп) Раднички (Сомбор) - НК Хајдук Сплит 1:0 (1:0)
- 25. фебруар 1962. (1/4 Куп) ФК Црвена звезда - Раднички (Сомбор) 2:1 (2:1)
- 22. јул 1962. (Квалификације за Другу лигу) ФК Одред (Кикинда) - Раднички (Сомбор) 1:2 (0:0)
- 29. јул 1962. (Квалификације за Другу лигу) Раднички (Сомбор) - ФК Одред (Кикинда) 2:2 (1:2)
- 19. август 1992. (1/16 Куп) Раднички (Сомбор) - ФК Будућност (Подгорица) 1:2 (0:2)
- 28. септембар 2005. (1/16 Куп) Раднички (Сомбор) - ФК Зета (Голубовци) 1:0 (1:0)
- 26. октобар 2005. (1/8 Куп) Раднички (Сомбор) - ФК Колубара (Лазаревац) 0:1 (0:1)
- 7. jул 2009. (Квалификације за Другу лигу) Раднички Стобекс (Клупци) - Раднички (Сомбор) 0:1 (0:0)
- 11. jул 2009. (Квалификације за Другу лигу) Раднички (Сомбор) - Раднички Стобекс (Клупци) 0:0 (0:0)

## Клупске легенде
- Ђура Богданов (1911-1975)
- Стеван Ковач (1914-2006)
- Стипан Еустахио
- Јосип Еустахио
- Сава Стојков (1925-2014)[33]
- Живојин Симин (1927-2014)[34]
- Стеван Поздер (1929-2008)
- Душан Бузаџић
- Мата Мишањи (1932-2021)[35]
- Радивој Поповић (1933-2010)[36]
- Милорад Поповић (1935-2007)
- Павле Врга (1935-2004)
- Милета Вујковић
- Радивој Просеница (1939)
- Ђорђе Зарић (1940)
- Фрања Лукић (1941-2022)[37]
- Јосип Молнар
- Душан Бугарин (1948-2020)[38]
- Ласло Карачони (1949)
- Велимир Шаргић (1950)
- Душан Алемпић (1952)
- Мироје Павличић (1954-2020)[39]
- Владимир Зорица (1971)
- Далибор Мрђеновић (1973)
- Славен Лакић (1983)
- Милорад Ресановић (1986)
- Страхиња Лучић (1986)

## Познати бивши играчи
- —  Илија Пантелић
- —  Љубиша Тумбаковић
- —  Драгољуб Беквалац
- —  Душан Алемпић (тренер)
- —  Золтан Сабо
- —  Драган Тркуља
- —  Гојко Тривић
- —  Мирослав Опсеница
- —  Срђан Жакула
- —  Саша Томановић
- —  Младен Ковачевић

## Тренери
- 1946—47  Тони Сабо
- 1952—55  Иван Иванчевић
- 1955  Слободан Анђелковић
- 1955  Ратомир Чабрић
- 1958  Иван Савовић
- 1959—60  Јошка Такач
- 1960—61  Александар Петровић
- 1961  Никица Јосић
- 1960—62  Јован Марјановић
- 1962—63  Фрања Пазмањ
- 1964—66  Едо Плац
- 1966  Ратомир Чабрић
- 1966-67  Никола Јосић
- 1967  Александар Петровић
- 1968—69  Ђорђе Јовановић
- 1969-70 Павле Врга
- 1970—72  Драган Бојовић
- 1972  Рајко Меденица
- 1973  Бранко Роксандић
- 1973  Мата Мишањи
- 1973—76  Ратомир Чабрић
- 1976—77  Мата Мишањи
- 1977—78  Стеван Поздер
- 1978—80  Радивој Поповић
- 1980  Велимир Шаргић
- 1981  Раде Маравић
- 1981—82  Ђорђе Зарић
- 1982  Велимир Шаргић
- 1983  Милош Цетина
- 1987  Велимир Шаргић
- 1987—88  Јосип Земко
- 1988  Душан Алемпић
- 1988  Илија Димоски
- 1989  Жарко Булатовић
- 1989  Илија Димоски
- 1989  Јосип Земко
- 1990  Mилан Ђуричић
- 1991  Радивој Поповић
- 1991—92  Фрања Лукић
- 1993  Јосип Земко
- 1993  Славко Антић
- 1993  Милан Секулић
- 1994—95  Милутин Карас
- 1996—97  Божидар Маркуш
- 2000  Емил Џиновић
- 2000-01  Алберт Хернаус
- 2001  Бранко Вучковић
- 2002  Александар Смиљанић
- 2002  Зоран Ћулум
- 2006  Драгојло Станојловић
- 2006  Милош Цетина
- 2006  Љубомир Ристовски
- 2008  Петар Јефтић
- 2009-10  Милан Тинтор и Петар Дулић
- 2010-11  Золтан Сабо
- 2012  Триво Илић
- 2012  Милан Тинтор
- 2012  Славко Антић
- 2013—14  Жељко Рачић
- 2014  Милан Тинтор
- 2014  Сашо Ђурасовић
- 2015  Симо Милић
- 2015—18  Срђан Каралић
- 2018—19  Дамир Вуковић
- 2019-20  Сретен Вилотић
- 2020  Срђан Каралић
- 2020—  Бранислав Смиљановски
- 2022  Срђан Каралић

## Хронологија ФК Раднички Сомбор по сезонама
| Историја по сезонама (у загради је степен такмичења) | Историја по сезонама (у загради је степен такмичења) | |
| --- | --- | --- |
| \| - 1912: Оснивање клуба Раднички.[40] - 1921: Преименовање клуба у Војводина.[41] - 1920/21: II/Б разред Суботички подсавез. - 1921/22: II/Б разред Суботички подсавез. - 1922/23: II/Б разред Подунавска група СП. - 1923/30: Клуб се не такмичи. - 1926: Враћање оснивачког имена Раднички. - 1930/31: II/Ц разред Дунавска група Суботички подсавез. - 1931/32: II/А разред Подунавска група СП. - 1932/33: II/Ц разред Подунавска група СП. - 1933/34: II разред Подунавска група СП. - 1934/35: II разред Дунавска група СП. - 1935/36: II разред Дунавска група СП. - 1936/37: II разред Западна група СП. - 1937/38: II разред Дунавска група СП. - 1938/39: II разред Дунавска група СП. - 1939/40: II разред Дунавска група СП. - 1940/41: II разред Северна група Сомборска жупа. - 1941: Преименовање имена клуба: ZMTE.[42] - 1941/44: Клуб наступа у Мађарској фудбалској лиги - 1945: Враћање оснивачког имена Раднички. - 1945: Квалификације за Војвођанску лигу. - 1946: Фузија и преименовање клуба у Полет.[43] - 1946/47: Војвођанска лига (1) - 1947/48: Северна група Српске лиге (3) - 1948/49: Бачка лига (4) - 1950: Војвођанска лига (4) - 1951: Враћање оснивачког имена Раднички.[44] - 1951: Војвођанска лига (4) - 1952: Сомборска зона (3) - 1952/53: Војвођанска лига (3) - 1953/54: Војвођанска лига (3) - 1954/55: Северна група Српске лиге (3) - 1955/56: Друга лига - III група (2) - 1956/57: Друга лига - III група (2) - 1957/58: Друга лига - III група (2) - 1958/59: Друга лига - Источна група (2) - 1959/60: Друга лига - Источна група (2) - 1960/61: Друга лига - Источна група (2) - 1961/62: Друга лига - Источна група (2) - 1962/63: Српска лига - Северна група (3) - 1963/64: Друга лига - Источна група (2) - 1964/65: Српска лига - Северна група (3) - 1965/66: Друга лига - Источна група (2) \| - 1966/67: Друга лига - Источна група (2) - 1967/68: Друга лига - Источна група (2) - 1968/69: Друга лига - Источна група (2) - 1969/70: Војвођанска лига (3) - 1970/71: Војвођанска лига (3) - 1971/72: Војвођанска лига (3) - 1972/73: Друга лига - северна група (2) - 1973/74: Војвођанска лига (3) - 1974/75: Војвођанска лига (3) - 1975/76: Војвођанска лига (3) - 1976/77: Војвођанска лига (3) - 1977/78: Војвођанска лига (3) - 1978/79: Једин. лига Со подручја (4) - 1979/80: Једин. лига Со подручја (4) - 1980/81: Једин. лига Со подручја (4) - 1981/82: Једин. лига Со подручја (4) - 1982/83: Војвођанска лига (3) - 1983/84: Војвођанска лига (3) - 1984/85: Војвођанска лига (3) - 1985/86: Војвођанска лига (3) - 1986/87: Војвођанска лига (3) - 1987/88: Војвођанска лига (3) - 1988/89: Војвођанска лига (4) - 1989/90: Војвођанска лига (4) - 1990/91: Војвођанска лига (4) - 1991/92: Трећа лига - север (3) - 1992/93: Трећа лига - север (3) - 1993/94: Српска лига - северна група (3) - 1994/95: Српска лига - северна група (3) - 1995/96: Српска лига - северна група (3) - 1996/97: Српска лига Војводина (3) - 1997/98: Српска лига Војводина (3) - 1998/99: Српска лига Војводина (3) - 1999/00: Српска лига Војводина (3) \| - 2000/01: Војвођанска лига - север (4) - 2001/02: Војвођанска лига - север (4) - 2002/03: Друга војвођанска лига - север (5) - 2003/04: Друга војвођанска лига - север (5) - 2004/05: Војвођанска лига - север (4)[45] - 2005/06: Српска лига Војводина (3) - 2006/07: Српска лига Војводина (3) - 2007/08: Српска лига Војводина (3) - 2008/09: Српска лига Војводина (3) - 2009/10: Прва лига Србије (2) - 2010/11: Прва лига Србије (2) - 2011/12: Прва лига Србије (2) - 2012/13: Српска лига Војводина (3) - 2013/14: Српска лига Војводина (3) - 2014/15: Српска лига Војводина (3) - 2015/16: Бачка лига (4) - 2016/17: Бачка лига (4) - 2017/18: Војвођанска лига - север (4) - 2018/19: Војвођанска лига - север (4) - 2019/20: Војвођанска лига - север (4) - 2020/21: Војвођанска лига - север (4) - 2021/22: Подручна лига Сомбор (5) - 2022/23: МОЛ Сомбор (6) \| | | |
| - 1912: Оснивање клуба Раднички. - 1921: Преименовање клуба у Војводина. - 1920/21: II/Б разред Суботички подсавез. - 1921/22: II/Б разред Суботички подсавез. - 1922/23: II/Б разред Подунавска група СП. - 1923/30: Клуб се не такмичи. - 1926: Враћање оснивачког имена Раднички. - 1930/31: II/Ц разред Дунавска група Суботички подсавез. - 1931/32: II/А разред Подунавска група СП. - 1932/33: II/Ц разред Подунавска група СП. - 1933/34: II разред Подунавска група СП. - 1934/35: II разред Дунавска група СП. - 1935/36: II разред Дунавска група СП. - 1936/37: II разред Западна група СП. - 1937/38: II разред Дунавска група СП. - 1938/39: II разред Дунавска група СП. - 1939/40: II разред Дунавска група СП. - 1940/41: II разред Северна група Сомборска жупа. - 1941: Преименовање имена клуба: ZMTE. - 1941/44: Клуб наступа у Мађарској фудбалској лиги - 1945: Враћање оснивачког имена Раднички. - 1945: Квалификације за Војвођанску лигу. - 1946: Фузија и преименовање клуба у Полет. - 1946/47: Војвођанска лига (1) - 1947/48: Северна група Српске лиге (3) - 1948/49: Бачка лига (4) - 1950: Војвођанска лига (4) - 1951: Враћање оснивачког имена Раднички. - 1951: Војвођанска лига (4) - 1952: Сомборска зона (3) - 1952/53: Војвођанска лига (3) - 1953/54: Војвођанска лига (3) - 1954/55: Северна група Српске лиге (3) - 1955/56: Друга лига - III група (2) - 1956/57: Друга лига - III група (2) - 1957/58: Друга лига - III група (2) - 1958/59: Друга лига - Источна група (2) - 1959/60: Друга лига - Источна група (2) - 1960/61: Друга лига - Источна група (2) - 1961/62: Друга лига - Источна група (2) - 1962/63: Српска лига - Северна група (3) - 1963/64: Друга лига - Источна група (2) - 1964/65: Српска лига - Северна група (3) - 1965/66: Друга лига - Источна група (2) | - 1966/67: Друга лига - Источна група (2) - 1967/68: Друга лига - Источна група (2) - 1968/69: Друга лига - Источна група (2) - 1969/70: Војвођанска лига (3) - 1970/71: Војвођанска лига (3) - 1971/72: Војвођанска лига (3) - 1972/73: Друга лига - северна група (2) - 1973/74: Војвођанска лига (3) - 1974/75: Војвођанска лига (3) - 1975/76: Војвођанска лига (3) - 1976/77: Војвођанска лига (3) - 1977/78: Војвођанска лига (3) - 1978/79: Једин. лига Со подручја (4) - 1979/80: Једин. лига Со подручја (4) - 1980/81: Једин. лига Со подручја (4) - 1981/82: Једин. лига Со подручја (4) - 1982/83: Војвођанска лига (3) - 1983/84: Војвођанска лига (3) - 1984/85: Војвођанска лига (3) - 1985/86: Војвођанска лига (3) - 1986/87: Војвођанска лига (3) - 1987/88: Војвођанска лига (3) - 1988/89: Војвођанска лига (4) - 1989/90: Војвођанска лига (4) - 1990/91: Војвођанска лига (4) - 1991/92: Трећа лига - север (3) - 1992/93: Трећа лига - север (3) - 1993/94: Српска лига - северна група (3) - 1994/95: Српска лига - северна група (3) - 1995/96: Српска лига - северна група (3) - 1996/97: Српска лига Војводина (3) - 1997/98: Српска лига Војводина (3) - 1998/99: Српска лига Војводина (3) - 1999/00: Српска лига Војводина (3) | - 2000/01: Војвођанска лига - север (4) - 2001/02: Војвођанска лига - север (4) - 2002/03: Друга војвођанска лига - север (5) - 2003/04: Друга војвођанска лига - север (5) - 2004/05: Војвођанска лига - север (4) - 2005/06: Српска лига Војводина (3) - 2006/07: Српска лига Војводина (3) - 2007/08: Српска лига Војводина (3) - 2008/09: Српска лига Војводина (3) - 2009/10: Прва лига Србије (2) - 2010/11: Прва лига Србије (2) - 2011/12: Прва лига Србије (2) - 2012/13: Српска лига Војводина (3) - 2013/14: Српска лига Војводина (3) - 2014/15: Српска лига Војводина (3) - 2015/16: Бачка лига (4) - 2016/17: Бачка лига (4) - 2017/18: Војвођанска лига - север (4) - 2018/19: Војвођанска лига - север (4) - 2019/20: Војвођанска лига - север (4) - 2020/21: Војвођанска лига - север (4) - 2021/22: Подручна лига Сомбор (5) - 2022/23: МОЛ Сомбор (6) |